# جغرافيا جمهورية الكونغو

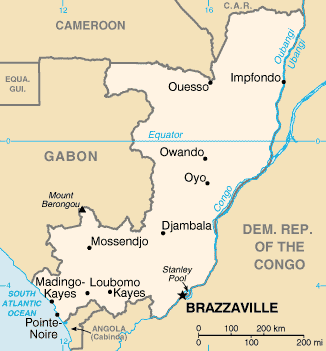

تقع جمهورية الكونغو - برازافيل في وسط غرب أفريقيا، ومن أهم جيرانها الجابون والكاميرون في الغرب، وجمهورية أفريقيا الوسطي في الشمال، الكونغو كينشاسا في الشرق، وأنغولا في الجنوب الغربي، ومن حيث السطح تغطي الغابات الكثيفه الكثير من الأراضي وهناك سهل ساحلي يؤدي إلي وادي نهر نياري الخصيب، وهذا السهل الساحلي يمتد مسافة قصيرة علي ساحل المحيط الأطلنطي وبفصل وادي نهر نياري بين السهل الساحلي وبين الهضبة الوسطي أما منطقة الغابات فتجري فيها روافد نهر زائير التي تجري في اتجاه الجنوب علي امتداد الحدود الشرقية للبلاد مع زائير إلي بحيرة ستانلي
ومن أهم مدنها:-
- برازافيل
- مدينة نكاى
- مدينة لويومو

وأهم موانئ:-
- ميناء بوانت
- ميناء نوار.[1]

## المناخ
مناخ الكونغو ينتمي إلى الطراز الاستوائي، ترتفع حرارته في معظم شهور السنة، وتتساقط الأمطار معظم العام بكميات وفيرة، وتزداد في الاعتدالين.
الكونغو قطر حار رطب، يقع في غربي وسط إفريقيا. يمر عبر هذا القطر خط الاستواء، وتغطي الأدغال وأشجار الكروم المتشابكة والغابات الكثيفة النصف الشمالي منه، ومعظم هذا الجزء من البلاد تعيش فيه الحيوانات. ينتقل العديد من السكان الذين يعيشون هناك على زوارق طويلة خفيفة ضيقة تسير بالمجداف.
معظم التربة في الكونغو فقيرة ولكن توجد به ثروات معدنية عديدة. كما يمثل الكونغو مركزاً للنقل والمواصلات. وتُعد بوانت نوار، على ساحل الأطلسي، ميناءً مهماً، تستخدمه الجابون، وجمهورية إفريقيا الوسطى وتشاد في نقل بعض تجارتها؛ لأنَّها لاتملك منافذ على البحر.